# Ludovik IV., car Svetog Rimskog Carstva
Ludovik IV. Bavarski (München, 1282. – München, 11. listopada 1347.) je bio njemački kralj (1314. – 1347.) i car Svetog rimskog carstva (1328. – 1347.) i vojvoda Bavarske od 1301. zajedno sa svojim bratom. Pripadao je dinastiji Wittelsbach. Sin je Ludovika II. Bavarskog i Mehtilde, kćeri kralja Rudolfa I. Habsburga. Došao u sukob s papom Ivanom XXII. i pobijedivši ga postavio protupapu Nikolu V., koji ga je okrunio 1328. godine.

## Životopis

### Rano razdoblje i vladavina u vojvodstvu Gornje Bavarske
Djelomično je bio obrazovan u Beču i zajedno s bratom Rudolfom I. Bavarskim vladao je Bavarskom, a pri tome je imao potporu habsburške majke i njenog brata Alberta I. Habsburškog. Od 1307. sukobljava se s Habsburzima oko posjeda u Donjoj Bavarskoj. Habsburzi su vodili rat oko teritorijane podjele protiv njegovog brata Rudolfa Bavarskog. Rat je završio 1313. mirom u Münchenu.
Iste godine Ludovik Bavarski je pobijedio svoga rođaka Fridrika I. Habsburga. Fridrik mu je bio prijatelj, s kojim je zajedno odrastao. Oružani sukob je nastao, kada je Fridriku dodijeljeno biti tutor mladom vojvodi donje Bavarske. Ludovik Bavarski je pobijedio 9. studenog 1313. Fridrika I Habsburskog u bitci kod Gamelsdorfa, pa je Fridrik bio prisiljen odreći se tutorstva.

### Izbor za njemačkog kralja i sukob s Habsburzima
Poslije smrti cara Henrika VII. iz dinastije Luksemburg, nastao je problem tko će biti novi njemački kralj. Najjače dinastije u Njemačkoj su bile Luksemburg, Wittelsbach i Habsburg. Sin Henrika VII. je bio još mlad, tako da oni koji su podržavali luksemburšku stranu glasali za za kuću Wittelsbach, tj. Ludovika Bavarskog.
Ludovik Bavarski je izabran listopada 1314. s 4 od 7 glasova knezova izbornika. Okrunjen je od strane kölnskog nadbiskupa u Bonnu, umjesto u Aachenu. U isto vrijeme preostali kneževi proglašavaju drugog kralja Fridrika I. Habsburga. Njemačka dobiva dva kralja, pa dolazi do neizbježnog rata. Tijekom sukoba dva kralja Ludovik Bavarski je 1316. priznao neovisnost Švicarske, koja se time otrgla habsburškoj kontroli.
Ivan XXII. postaje papa 1316. godine. Papa je strogo podržavao francuske interese. Najprije je bio neutralan u tom sukobu, jer je Robert Anžuvinski želio da njemački kraljevi nemaju kontrolu nad Italijom. Papi je savjetovano da ne priznaje nijednog kandidata.
Poslije nekoliko godina krvavih borbi Habsburgovcima se pobjeda već smiješila. Međutim Fridrik I. Habsbuški je odlučujuće poražen u bici kod Mildorfa 28. rujna 1322. godine. U toj bitci su zarobljeni Fridrik i 1300 plemića iz Austrije i Salzburga. Ludovik je držao tri godine zarobljenog Fridrika u zamku Trauznic.
Fridrikov brat Lepold je nastavio se boriti. Odjednom Ludovik Bavarski je počeo trpiti poraze. Najprije je izgubio saveznika, kralja Bohemije, koji se povukao iz saveza. Onda je papa izopćio Ludovika Bavarskog, da bi ga naveo na puštanje Fridrika I. Habsburga. Papa se umiješao jer nije želio da nitko pobijedi.
Konačno, sporazumom iz Trauznica 13. ožujka 1325. Ludovik pušta Fridrika, a Fridrik priznaje Ludovika Bavarskog kao zakonitog vladara. Osim toga Fridrik se zakleo da će se vratiti u zarobljeništvo, ako ne uvjeriti braću da se potčine Ludoviku Bavarskom.
Budući da nije uspio uvjeriti braću, vratio se u zarobljeništvo, iako ga je papa oslobodio prisege. Ludovik Bavarski je bio impresioniran takvim viteštvom, pa je obnovio staro prijateljstvo s Fridrikom. Složili su se da vladaju zajedno. Papa i kneževi izbornici se nisu slagali s takvim dogovorom, pa je sklopljen sporazum u Ulmu 7. siječnja 1326. po kojemu Fridrik I. Habsburški upravlja Njemačkom, a Ludovik Bavarski će biti okrunjen kao car Svetog rimskog carstva u Italiji. Nakon Leopoldove smrti 1326. Fridrik odustaje od regentstva i vraća se vladati samo Austrijom, gdje umire 1330.

### Sukob s papom
Kad je Ludovik Bavarski pobijedio Fridrika, papa Ivan XXII. je odbio potvrditi njegov izbor. Papa je 1324. bio izopćio Ludovika Bavarskog, jer je Ludovik tada držao Fridrika I Habsburga u zarobljeništvu. Ludovik Bavarski je papu proglasio heretikom, koji se bavi simonijom, tj. prodajom crkvenih položaja. Kada se Ludovik Bavarski izmirio 1326. s Habsburzima, odlučio se obračunati s papom. Papa je tvrdio da on ima prvenstvo i autoritet nad kraljevima. U to vrijeme unutar crkve se javlja franjevački red i proglašava izvorno siromaštvo crkve. Tvrde da su Krist i apostoli bili siromašni. Papa osuđuje franjevačku doktrinu i poziva na objašnjenje.
Ludovik Bavarski je uvidio da franjevci mogu biti moćan saveznik u borbi protiv pape. Pošto su papinstvo i crkva bili korumpirani to je predstavljalo odlično oružje u borbi protiv pokvarenog pape, koji uz sve to nije držao sjedište u Rimu, nego u Avignonu. Ludovik Bavarski je otišao u Italiju, gdje je okrunjen u Milanu 1327. godine. Još 1323. Ludovik je slao vojsku za zaštitu Milana od Napuljske kraljevine, koja je bila u Anžujskom rukama i predstavljala je papinog saveznika. 

### Krunidba za cara i izbor protupape
Pozvao ga je senator Rima Šara Stupac pa je siječnja 1328. ušao u Rim, gdje ga je senator i okrunio. Tri mjeseca kasnije optužuje papu Ivana XXII. za herezu i smjenjuje ga. Postavio je protupapu franjevca Nikolu V. Papa Nikola V. je svrgnut 1329, čim je Ludovik Bavarski napustio Rim. Po povratku iz Italije, osniva 1330. opatiju etal. München je postao sjedište cara, a carski dvor je štitio i takve filozofe, kakvi su bili William Okamski, Mihajlo iz Ćezene i Marsilije iz Padove. Taj franjevački filozofski krug pomaže u borbi protiv pokvarenog papinstva.
Nemogućnost za nagodbe s papama dovodi 1338. do deklaracije u Renzeu, u kojoj 6 kneževa izbornika tvrdi da izbor pomoću većine kneževa izbornika automatski znači titulu cara i bez papinog priznanja.
Ludovik Bavarski se 1337. udružuje s Edvardom III. protiv Filipa VI., koji je bio zaštitnik pape Benedikta XII. u Avignonu. Edvard III je bio Ludovikov gost u Njemačkoj na carskoj skupštini u Koblenzu. Međutim 1341. Ludovik Bavarski se nagodio s francuskim kraljem. 

### Carske privilegije
Ludovik Bavarski je bio zaštitnik teutonskih vitezova. Teutonski vitezovi su tražili 1337. od cara odobrenje da osvoje tri mala teritorija, a Ludovik ima daje privilegiju da mogu osvojiti Litvu i Rusiju. Kasnije zabranjuje teutonskim vitezovima odgovaranje na stranim sudovima, kada se radi o teritorijalnim sporovima sa stranim vladarima. Ludovik je dosta svoje energije utrošio na ekonomski razvoj mnogih gradova carstva, tako da se njegovo ime može naći u kronikama mnogih gradova, kojima je on dodijelio privilegije.

### Dinastička politika
Ludovik je 1323. Brandenburg dobio za najstarijeg sina Ludovika V. Brandenburškog. Palatinat je vratio 1329. svojim nećacima. Korušku je 1335. prepustio habsburškom rođaku Albertu II. Donju Bavarsku nasljeđuje 1340. i ponovno ujedinjuje vojvodstvo Bavarsku. Tirol dobiva 1342., ali time je kuća Luksemburg bila nezadovoljna.

### Sukob s Luksemburzima
Dobivanje tih teritorija i njegova vanjska politika stvorila mu je mnogo neprijatelja. Karlo IV je izabran kao kralj rival 1346. uz pomoć pape Klementa VI. Ludovik Bavarski je dobio potporu slobodnih kraljevski grad i vitezova, koji su smatrali Karla IV., običnom papinom marionetom. Habsburške vojvode su ostale lojalne Ludoviku Bavarskom. U bitci kod Crecyja između Francuza i Engleza ubijen je Karlov otac Ivan Luksemburški, a Karlo IV. je pobjegao iz te bitke.
Ludovik umire 1347., pa je time izbjegnut građanski rat. Ludovik sinovi su podržavali kralja rivala Karlu IV, ali poslije smrti kralja rivala sinovi su podijelili posjede Wittelsbacha.

## Vanjske poveznice
|  | Zajednički poslužitelj ima još gradiva o temi Ludovik IV., car Svetog Rimskog Carstva |

- Ludvig IV. Bavarski Hrvatska enciklopedija

| Prethodnik: Henrik VII. (1308.-1313.) | Rimsko-njemački kralj (1314. - 1347.) | Nasljednik: Karlo IV. (1346.-1378.) |